# Mike (série télévisée)
Pour les articles homonymes, voir Mike.
Mike est une série télévisée française créée par Max Boublil et Frédéric Hazan, à partir du 8 juin 2018 sur OCS.

## Synopsis
Mike (Max Boublil), un chanteur qui a connu le succès grâce à une chanson doit vivre chez son meilleur ami et manager Frank (Frédéric Hazan) car l'inspiration et l'argent lui font défaut. Il a une fille Liv (Liona Bordonaro) et une ex-femme Caroline (Gwendolyn Gourvenec) qui vit en couple avec Juliette (Lilou Fogli).

## Fiche technique
- Réalisation : Frédéric Hazan
- Scénario : Frédéric Hazan, Max Boublil
- Producteurs : Christian Baumard, Alain Kappauf, Fabrice Lambot

## Distribution
- Max Boublil : Mike
- Gwendolyn Gourvenec : Caroline
- Lilou Fogli : Juliette
- Frédéric Hazan : Frank
- Liona Bordonaro : Liv
- Leslie Medina : Claire
- Bruno Lochet : Serge
- Julien Boisselier : Shuller
- Claire Nadeau : Framboise
- Richard Berry : Alain
- François Rollin :  Marc Bordier
- Melha Bedia : Lacrima
- Sébastien Castro : Maître Labarte
- Anaïs Delva : Linda
- Christelle Cornil : Ludovine Perrin
- Arnaud Henriet : "Pubard"
- Romain Lancry : Patient d'Alain
- Sinclair : lui-même
- Philippe Katerine : lui-même